# 長浜村 (岡山県邑久郡)
長浜村（ながはまそん）は、岡山県邑久郡にあった村。現在の瀬戸内市の一部にあたる。

## 地理
錦海湾の奥に位置していた。

## 歴史
- 1889年（明治22年）6月1日、町村制の施行により、邑久郡長浜村が単独で村制施行し、長浜村が発足[1][2]。大字は編成せず[2]。
- 1907年（明治40年）錦海湾干拓事業開始[2]。
- 1954年（昭和29年）10月1日、邑久郡牛窓町、鹿忍町と合併し、牛窓町が存続して廃止された[1][2]。

### 地名の由来
錦海湾に臨む長い汀で曲浦であることによるか。

## 産業
- 農業[2]

## 教育
- 1890年（明治23年）奥浦の分教場を廃止[2]。1902年（明治35年）就将小学校校舎と運動場を字畑に新設し、補習科を併設[2]。1910年（明治43年）農業実業補習学校、1919年（大正8年）実業補習学校男子部を付設[2]。

## 出身・ゆかりのある人物
- 馬場恒吾 - ジャーナリスト、読売新聞社社長